# Parmaschema
Parmaschema is een geslacht van kevers van de familie (Discolomatidae).

## Soorten
- P. acuticlava John, 1954
- P. backeri John, 1955
- P. basilewskyi John, 1955
- P. boettcheri John, 1952
- P. bouchardi John, 1952
- P. defrictum (John, 1943)
- P. feshianum John, 1960
- P. hexagonale John, 1943
- P. karnyi John, 1940
- P. latius John, 1943
- P. leviterimpressum John, 1952
- P. loebli Schawaller, 1989
- P. medium John, 1940
- P. nodimargo Heller, 1912
- P. rugosum John, 1952
- P. saginatum John, 1952
- P. tumidum John, 1954
- P. wauanus John, 1969